# Karl Malmsten
Karl Adam Malmsten, född 7 december 1849 i Stockholm, död 2 juni 1923 i Stockholm, var en svensk läkare. Han var son till Pehr Henrik Malmsten och far till Carl Malmsten.
Malmsten blev medicine doktor 1883 och var docent vid Karolinska institutet 1885–1888 i laryngologi och 1889–1890 i medicin samt därefter praktiserande läkare i Stockholm. Han skrev det för sin tid värdefulla arbetet Studier öfver aortaaneurysmens etiologi (1888).